# Lot (Belgique)
Pour les articles homonymes, voir Lot.
Lot est une section de la commune belge de Beersel située en Région flamande dans la province du Brabant flamand. Le village se trouve entre Bruxelles et Hal. C'est un village d'origine agricole et industrielle. Le canal Bruxelles-Charleroi divise le village en deux. C'était une commune à part entière depuis sa création en 1927 jusqu'à la fusion des communes de 1977.

## Démographie

### Évolution démographique
- Sources : INS, Rem. : 1930 jusqu'en 1970 = recensements, 1976 = nombre d'habitants au 31 décembre[2].

## Personnalités liées à Lot
- Jean Salkin (1930-2000), fondateur de la Discothèque Nationale de Belgique, est mort à Lot.